# 皺葉麒麟
皺葉麒麟（學名：Euphorbia decaryi），又名狄氏大戟，為大戟科大戟屬多年生肉質植物。植株呈矮性匍匐狀，高5－10釐米。分佈在馬達加斯加的亞熱帶或熱帶乾旱森林。